# Szpital Medicover
Szpital Medicover – wielospecjalistyczny szpital znajdujący się w warszawskiej dzielnicy Wilanów, przy al. Rzeczypospolitej 5.
Szpital rozpoczął działalność w lipcu 2009. Wartość inwestycji wyniosła 40 mln euro. Placówka jest największym prywatnym szpitalem w Polsce. Budynek zajmuje powierzchnię 16 tys. m². W szpitalu funkcjonuje 8 specjalistycznych klinik i 2 centra diagnostyczne i konsultacyjne.

## Zakres usług
Źródło
Szpital Medicover realizuje usługi medyczne w zakresie
- ginekologii – profilaktyka, diagnostyka i leczenie chorób kobiecych (zabiegi i operacje wykonywane metodą laparoskopową, endoskopową oraz brzuszną, m.in.: wycięcie torbieli, usunięcie polipów, konizacja szyjki macicy, usunięcie endometriozy)
- ginekologii onkologicznej i onkologii – operacyjne leczenie nowotworów min.: piersi, jajników, jajowodów, węzłów chłonnych, tarczycy, przewodu pokarmowego, żołądka, odbytnicy
- patologii ciąży – diagnostyka i leczenie ciąży zagrożonej przedwczesnym porodem lub chorobami, m.in.: cukrzycą, nadciśnieniem, chorobą refluksową
- położnictwa – opieka nad kobietą w okresie ciąży, porodu i połogu
- neonatologii – nadzór nad bezpieczeństwem noworodków po porodzie oraz specjalistyczne leczenie noworodków w stanach zagrożenia życia, rotawirusowych, chirurgii dziecięcej (m.in.: usunięcie migdałków gardłowych, operacja stulejki i przepukliny)
- chorób wewnętrznych – diagnostyka i leczenie (m.in.: chorób układu oddechowego, układu pokarmowego i alergii)
- kardiologii – kompleksowa diagnostyka i leczenie schorzeń kardiologicznych
- kardiologii inwazyjnej – leczenie choroby wieńcowej za pomocą: angioplastyki i operacji wszczepienia stentów
- chirurgii ogólnej – zabiegi i operacje wykonywane metodą: laparoskopową, mikroendoskopową oraz duże zabiegi połączone z laparotomią
- chirurgii naczyniowej – operacyjne leczenie żył, tętniaków aorty, tętnic (m.in.: zwężenia tętnic szyjnych)
- chirurgii plastycznej i medycyny estetycznej – zabiegi i operacje poprawiające naturalny wygląd (zabiegi wykonywane są w obrębie twarzy, biustu, ciała oraz nóg)
- ortopedii – diagnostyka i leczenie operacyjne chorób i urazów narządów ruchu (operacje stawów i kości, ścięgien i więzadeł) także metodą artroskopową)
- urologii – diagnostyka i leczenie schorzeń w obrębie układu moczowego robotem Da Vinci (operacje gruczołu prostaty, leczenie kamicy nerkowej)
- laryngologii – rozpoznawanie i leczenie chorób ucha, nosa, gardła i krtani (operacje wykonywane metodą endoskopową m.in.: leczenie chrapania)
- intensywnej terapii – nadzór, opieka i leczenie pacjentów w stanach zagrożenia życia

## Współpraca z NFZ
Od stycznia 2011 roku Szpital Medicover współpracuje z Narodowym Funduszem Zdrowia. W ramach kontraktu świadczy pacjentom wybrane usługi szpitalne.

## Rankingi
W 2014 roku po raz pierwszy szpital Medicover wziął udział w rankingu na „Bezpieczny Szpital 2014”. Była to XI edycja zestawienia, gdzie placówka znalazł się na 60. miejscu. Ranking przygotowywany jest przez Centrum Monitorowania Jakości, który corocznie publikowany jest w dodatku do dziennika Rzeczpospolita.

## Certyfikaty
- 2010 – certyfikat „Szpital bez bólu” przyznawany przez Polskie Towarzystwo Badania Bólu[a][9]
- 2011 – akredytacja Ministra Zdrowia (wygasa 2017-08-24)[b][10]
- 2014 – tytuł Najlepszego Międzynarodowego Szpitala w Polsce przyznawany przez IHC (Międzynarodową Komisję ds. Zdrowia)[11][12]
- 2014 – International Maternity Care Award przyznawany przez IHC[13]
- do 29 lipca 2014 szpital Medicover posiadał certyfikat Systemu Zarządzania Jakością (ISO 9001:2008)[14].